# Adam Klocek
Adam Klocek (ur. 18 października 1973 w Krakowie) – polski wiolonczelista, dyrygent, kompozytor i pedagog; latach 2006–2020 dyrektor Filharmonii Kaliskiej, od 2020 dyrektor Filharmonii Częstochowskiej im. Bronisława Hubermana.

## Życiorys
Gra na wiolonczeli Antonio Stradivariego „de Vaux” z 1717. Adiunkt w Akademii Muzycznej w Krakowie w Katedrze Wiolonczeli i Kontrabasu na Wydziale Instrumentalnym.
Jest dyrygentem samoukiem. 3 stycznia 2006 został dyrektorem naczelnym i artystycznym Filharmonii Kaliskiej. Od lutego 2012 był zastępcą dyrektora ds. artystycznych Filharmonii Częstochowskiej, a od 2020 jest dyrektorem.
W marcu 2011 dyrygował Orkiestrą Filharmonii Kaliskiej, która nagrała wraz z Randym Breckerem, Włodzimierzem Pawlikiem, Pawłem Pańtą i Cezarym Konradem płytę Night in Calisia, uhonorowaną w 2014 Nagrodą Grammy za najlepszy album dużego zespołu jazzowego.
W 2014 został odznaczony Srebrnym Medalem „Zasłużony Kulturze Gloria Artis”.

## Życie prywatne
Jego ojcem był wiolonczelista Jerzy Klocek (1940–2024), wieloletni koncertmistrz wiolonczel Polskiej Orkiestry Kameralnej i Sinfonii Varsovii.